# Feliks II
Feliks II (zm. 22 listopada 365) – antypapież w okresie od 355 do 358 roku.

## Życiorys
Został w 355 r. ustanowiony i konsekrowany przez biskupów ariańskich na papieża w miejsce Liberiusza. Stało się to podczas banicji prawowitego papieża, ukaranego za niezłomną obronę boskości Chrystusa i tym samym sprzeciwianie się imperatorowi Konstancjuszowi II, zagorzałemu arianinowi. Albowiem zgodnie z ówczesnym rzymskim prawem cesarz był jednocześnie najwyższym kapłanem, czyli zwierzchnikiem wszystkich religii w swoim państwie. Na wygnaniu Liberiusz przyjął wyznanie wiary zbliżone do ariańskiego (choć mieszczące się w granicach ortodoksji). W wyniku tego ustępstwa władca ułaskawił go w 358 r. i wyraził zgodę na rządy dwóch papieży nad Kościołem. Taki stan nie trwał zbyt długo, bowiem wkrótce potem Liberiusz wypędził wspólnika. Posunięcie to przyczyniło się do pogłębienia podziału wśród duchowieństwa. Feliks już do końca życia pozostał na uboczu. Założył sobie siedzibę przy Via Aurelia i stamtąd przewodził dość pokaźną liczbą zwolenników. Zmarł 22 listopada 365.
Ale to właśnie jego frakcja odniosła ostateczny triumf. Po śmierci Liberiusza przeszli do ofensywy. W wyniku krwawych walk z Ursynem – również antypapieżem – zdobyli papieski tron dla św. Damazego, a następnie poparcie cesarza Walentyniana. W miarę upływu czasu zaczęli szerzyć kult Feliksa. Wbrew historycznym świadectwom ukazującym go na usługach arian, uczyniono z niego legalnego następcę św. Piotra, nieustraszonego orędownika katolicyzmu, co w konsekwencji doprowadziło go do cierpień i bohaterskiej śmierci. Jest błędnie czczony jako męczennik, wskutek pomyłki z innymi męczennikami, o tym samym imieniu.